# Tulip Viaduct
Das Tulip Viaduct (auch Tulip Trestle oder Richland Creek Viaduct) ist eine eingleisige Eisenbahnbrücke im Greene County des Bundesstaates Indiana der USA. Die Trestle-Brücke quert das Tal des Richland Creek etwa drei Kilometer östlich der namensgebenden kleinen Gemeinde Tulip. Die Stahl-Brücke wurde bis 1906 als Teil der Indianapolis Southern Railroad errichtet, deren Hauptanteilseigner die Illinois Central Railroad (IC) war. Der Streckenabschnitt zwischen Indianapolis in Indiana und Newton in Illinois wurde 1986 von der Indiana Rail Road (INRD) erworben, die die Brücke heute als Teil ihres regionalen Netzwerkes von über 360 Streckenkilometern betreibt.

## Geschichte
| Indiana |

| Illinois |

| Morgantown |

| Helmsburg |

| Bloomfield |

| Bloomington |

| Indianapolis |

|  |

| Switz City |

| Sullivan |

| Newton |

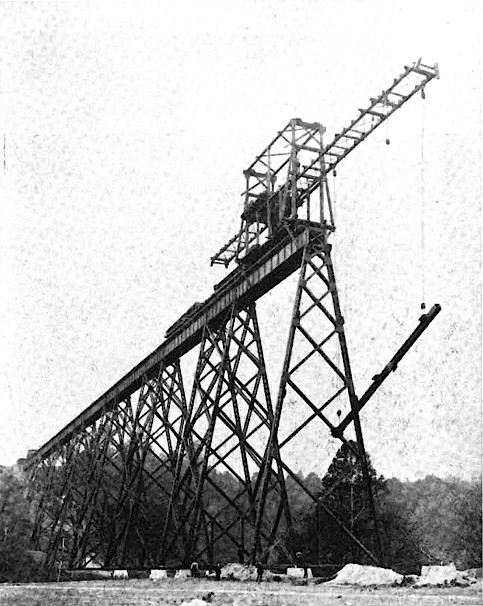
Bau des Viaduktes 1906; Lage in Indiana

Das Tulip Viadukt ist heute Bestandteil der sich zwischen Indianapolis und Newton erstreckenden Hauptstrecke der regionalen Eisenbahngesellschaft Indiana Rail Road (INRD), deren Anfänge bis zum Ende des 19. Jahrhunderts zurückreichen. Während der starken Expansion des Eisenbahnnetzes in den USA ab den 1880er Jahren, entstanden auch im Süden von Indiana und Illinois – meist durch lokale Geschäftsleute – mehrere kleinere Eisenbahngesellschaften, von denen zwei die Vorläufer der heutigen INRD werden sollten. In Illinois wurde von Effingham aus die Springfield, Effingham & Southeastern Railroad gebaut, die 1880 ostwärts über Newton bis zur Grenze von Illinois führte und im Folgejahr Switz City in Indiana erreichte. Im Jahr 1883 ging diese 142 Kilometer lange Strecke in der Indiana & Illinois Southern Railway auf, die wiederum 1890 von der Illinois Central Railroad (IC) übernommen wurde. Von Indianapolis aus wurde 1903 mit dem Bau der Indianapolis Southern Railroad begonnen, die südwärts über Bloomington und Bloomfield bis Sullivan verlaufen sollte, aber schon 1904 in finanzielle Schwierigkeiten geriet und ebenfalls von der IC übernommen wurde. Die IC änderte den Zielort auf Switz City und verband hier diesen 144 Kilometer langen Streckenabschnitt mit der Indiana & Illinois Southern Railway, wodurch sie bis Ende 1906 ihr Nord-Süd-Netz zwischen Chicago und New Orleans in Richtung Osten nach Indianapolis erweitern konnte.
Vor Bloomfield musste beim Bau das Tal des Richland Creek etwa drei Kilometer östlich der kleinen Gemeinde Tulip überwunden werden. Um Steigungen größer 5 ‰ zu vermeiden, errichtete man 1906 eine der größten Trestle-Brücken in den USA, die mit etwa 700 Meter Länge damals nur vom Boone Viaduct (818 Meter) aus dem Jahre 1901 übertroffen wurde. Sie führt die Gleisebene in fast 50 Meter Höhe über das Tal und ist heute eine der längsten weltweit noch existierenden Brücken dieser Bauform. Die IC nutzte die Verbindung über das Tulip Viadukt bis in die 1980er Jahre, hatte aber mit der 1972 durchgeführten Fusion mit der Gulf, Mobile and Ohio Railroad (GM&O) teils parallele Streckenführungen und veräußerte zur Optimierung des Netzes mehrere Zweigstrecken, darunter 1986 auch die Verbindung von Newton nach Indianapolis an die neu gegründete INRD. Diese entwickelte sich in der Folgezeit zu einer der erfolgreichsten regionalen Class-2-Eisenbahngesellschaften, wurde unter anderem von der Fachzeitschrift Railway Age 2012 und 2018 als Regional Railroad of the Year ausgezeichnet und nutzt die über hundert Jahre alte Stahlbrücke weiterhin innerhalb ihres Netzes für den Schienengüterverkehr.

## Beschreibung
Die Trestle-Brücke besteht aus 18 Stahlgittermasten, die auf je vier Betonsockeln ohne Bewehrung stehen, die wiederum direkt auf dem hier vorherrschenden Felsgestein errichtet wurden. An den Außenseiten befinden sich noch einige schmale Stahlpfeiler mit nur je zwei Sockeln sowie ein Betonpfeiler auf der Ostseite. Der Überbau besteht aus Vollwandträgern von 12 Meter Länge auf den Masten und von 23 Meter zwischen diesen sowie einigen kürzeren zu den Widerlagern hin. Die Gesamtlänge der Trestle-Brücke wurde 1906 mit 675 Metern angegeben, verlängerte sich aber später auf fast 700 Meter, vermutlich bedingt durch Änderungen am ehemaligen Widerlager auf der Ostseite, welches dem freistehenden Betonpfeiler entsprechen könnte. Die Höhe der Gleisebene über den Betonsockeln wird mit 41 Metern angegeben und die Gesamthöhe am tiefsten Punkt des Tales mit etwa 48 Metern. Das Gesamtgewicht der Stahlkonstruktion liegt bei etwa 2700 Tonnen.

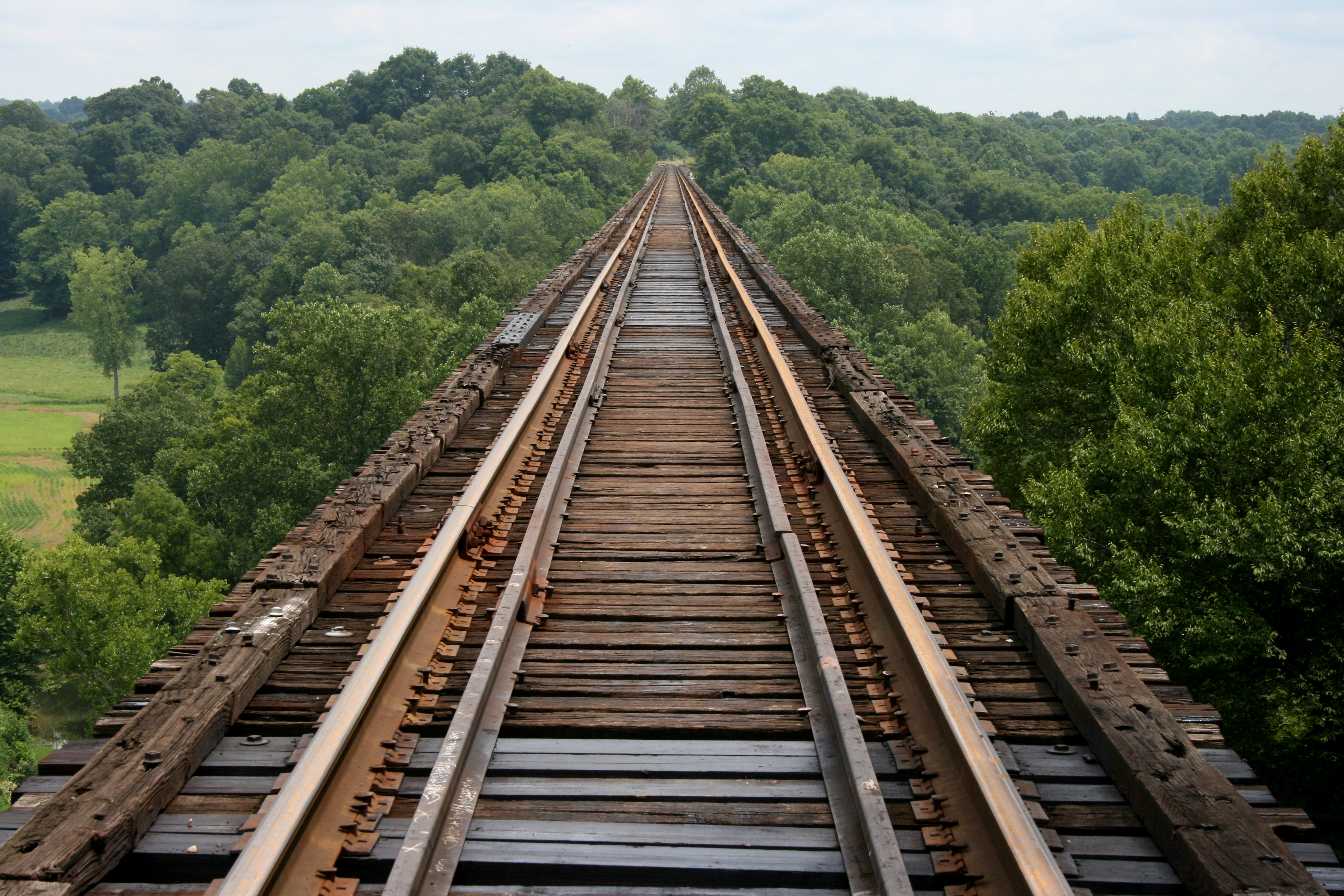
Gleisebene
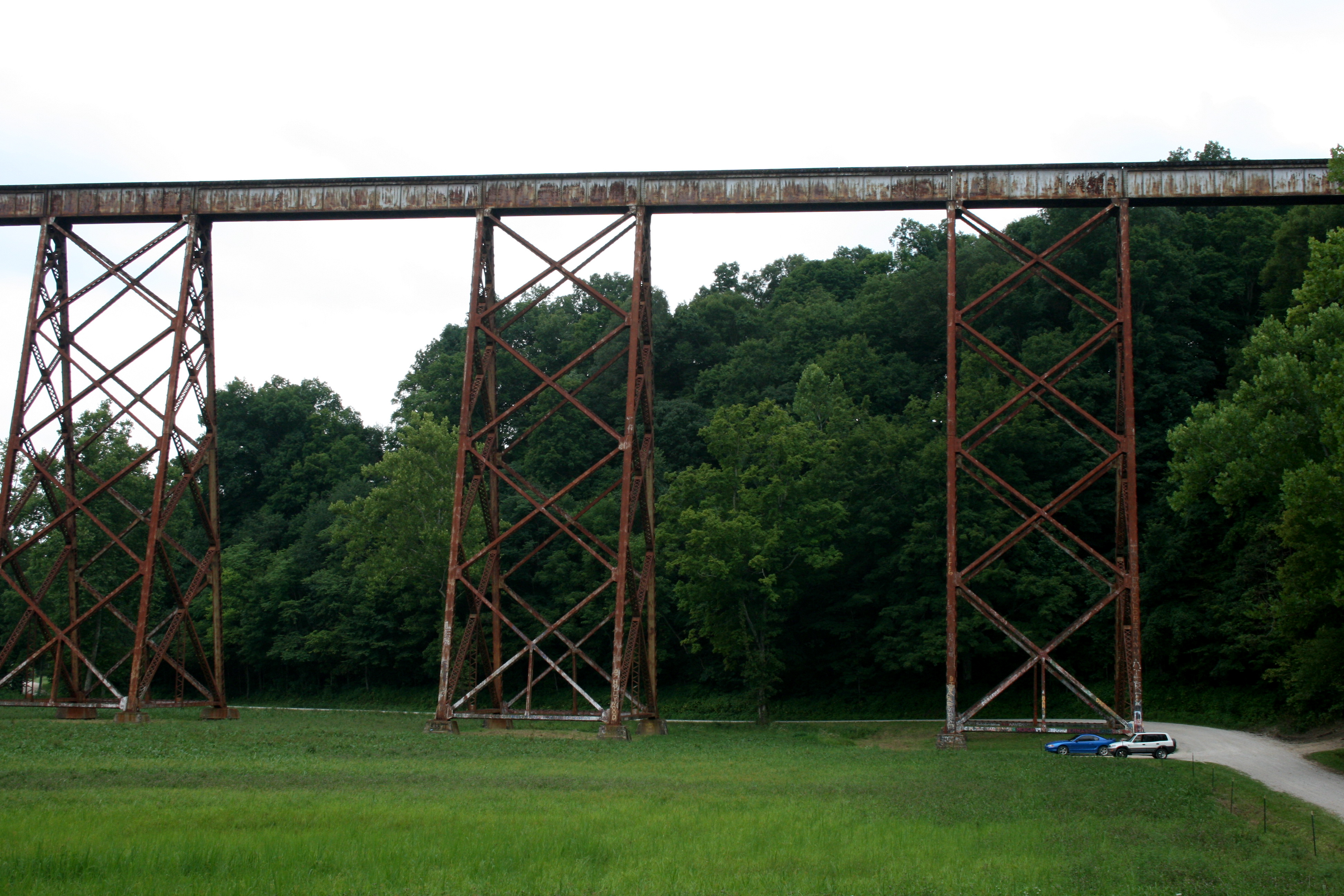
Drei der bis zu 50 Meter hohen Stahlgittermasten
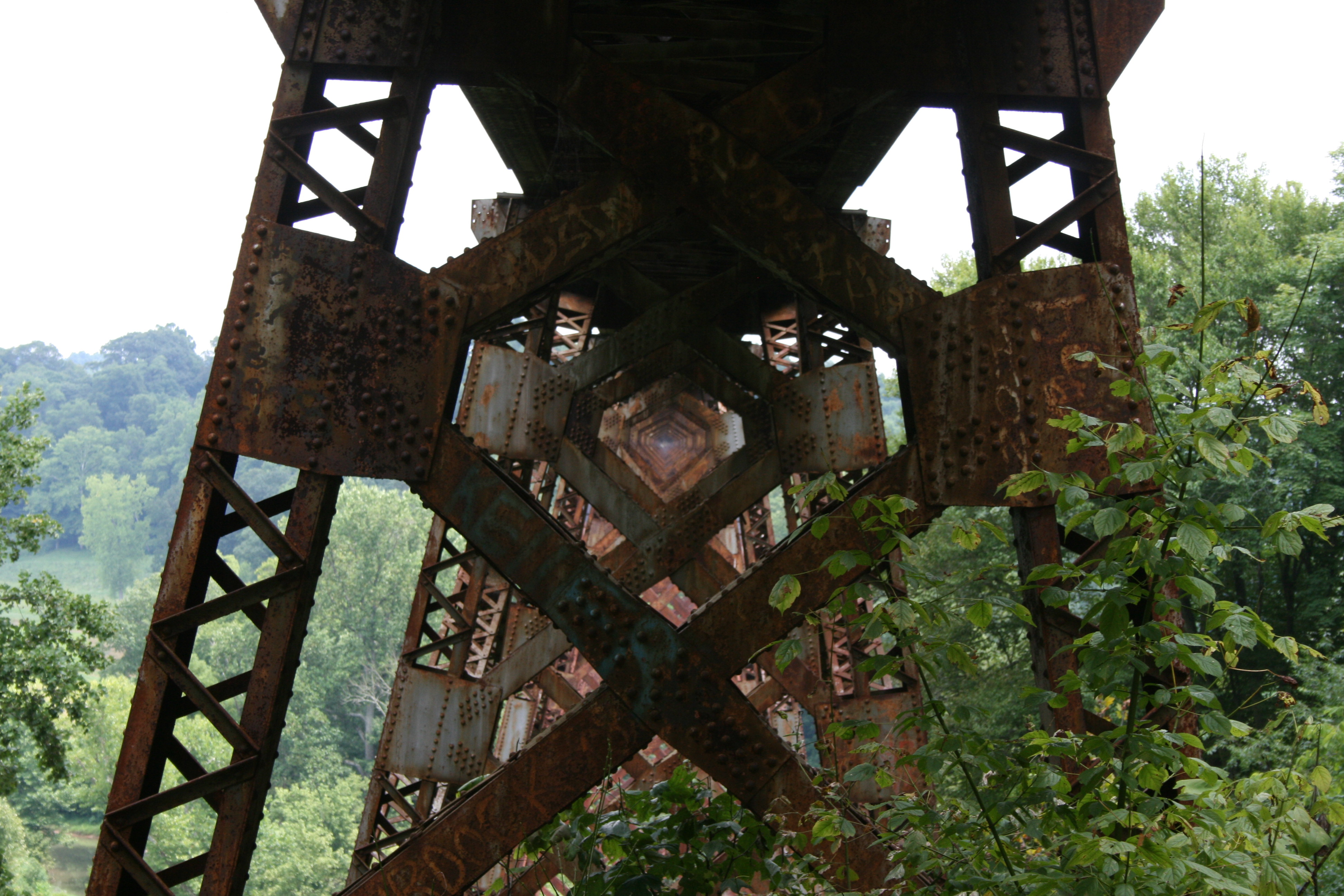
Blick durch die Masten unterhalb der Gleisebene